# Stazione di Monticelli d'Ongina
La stazione di Monticelli d'Ongina è una fermata ferroviaria posta sulla linea Piacenza-Cremona, a servizio dell'omonimo comune. Si trova lontano dal capoluogo, nei pressi della frazione Borgonovo San Lorenzo.